# Bataille de Martkopi
Invasions persanes en Géorgie
Batailles
- Teleti
- Tbilissi (1524)
- Aghdjakala
- Tbilissi (1541)
- Invasion de 1547
- Invasion de 1551
- Invasion de 1554
- Garissi
- Dighomi
- Samadlo
- Partskhissi
- Invasion de 1614
- Martkopi
- Bataille de Marabda
- Magharo
- Krtsanissi
- Invasion de 1800

La bataille de Martkopi (en géorgien : მარტყოფის ბრძოლა) est un affrontement entre la Géorgie et l'Iran en 1625. Les forces géorgiennes (15 000 hommes), grâce aux ruses de Georges Saakadzé, eurent raison des 30 000 soldats envoyés par le chah Abbas Ier. 

## Contexte
Au printemps 1625, pour éviter une révolte qu'il sentait gronder, le chah Abbas Ier envoie une armée de 60 000 hommes sous les ordres de Kartchika-Khan. Il entame une campagne de massacres et de déportations en masse des populations du Kartli. Dans l'armée envoyée, le chah a donné pour conseiller à son général Georges Saakadzé, dont il a gardé le fils Paata en ôtage. Sur les conseils de Saakadzé, accompagné d'un autre de ses fils, Avtandil, le khan disperse ses forces dans les divers points de Djavakhétie. 

## Bataille
Les rebelles géorgiens prévoient d'attaquer le camp du khan. À l'aube du 25 mars, les troupes rebelles issues du Kartli et de Kakhétie approchent du camp, mais l'alerte est donnée, et tous les chefs se rassemblent dans la tente du kahn, où Saakadzé et son fils tuent Kartchika-Khan, ainsi que la plupart des chefs présents. Les troupes géorgiennes, sous le commandement de Zurab Eristavi, attaquent une armée désorganisée. Après un massacre sanglant qui dure jusqu'au soir, il ne reste que 3 000 rescapés de l'armée perse. 
Les données sur cette bataille sont rapportées dans La Vie de Kartli et dans une chronique du XVIIe siècle tenue par le turc Mustafa Naima.
Après la bataille, les Géorgiens reprennent Tbilisi et repoussent les Perses ors des autres régions, tandis que la moitié de l'armée perse qui n'avait pas combattu à Martkopi reste menaçante, et que le chah Abbas décapite son otage Paata, dont il renvoie la tête à son père.

## Sources
- (en) Cet article est partiellement ou en totalité issu de l’article de Wikipédia en anglais intitulé « Battle of Martqopi » (voir la liste des auteurs).